# Église Saint-Philbert de Noirmoutier-en-l'Île
Pour les articles homonymes, voir Église Saint-Philbert.
L'église Saint-Philbert de Noirmoutier-en-l'Île, est un édifice religieux situé sur le territoire de la commune de Noirmoutier-en-l'Île, en France.

## Généralités
L'église est située sur la commune de Noirmoutier-en-l'Île, sur l'Île de Noirmoutier, dans le département de la Vendée, en région Pays de la Loire, en France. Elle fait partie du diocèse de Luçon et du doyenné de Challans et est le centre de la paroisse Saint-Philbert.

## Historique
L'église est bâtie sur l'ancien emplacement de l'abbaye Saint-Philibert de Noirmoutier, fondée vers 677 et abandonnée vers 836. Par la suite, une communauté de bénédictins s'installe sur l'emplacement de l'abbaye, et construit une chapelle primitive, qui deviendra la crypte de l'église paroissiale actuelle. 
Le chœur de l'église est du XIe siècle, et l'église sera agrandie à plusieurs reprises (XIVe siècle, 1666). Un clocher est reconstruit en 1875 en remplacement d'un clocher plus ancien, détruit dans un incendie.
La crypte de l'église est classée au titre des monuments historiques par arrêté du 18 mai 1898.

## Architecture
L'église possède un chœur de style roman, et une nef de style gothique. Le clocher est de style néo-roman et les vitraux du XXe siècle illustrent la vie de Saint Philbert, qui fut le fondateur de l'abbaye primitive.

## Mobilier
L'église possède également du mobilier protégé à titre objet des monuments historiques. Parmi les plus notables, les retables des transepts nord et sud, datés du XVIIe siècle, classés à titre objet en 1902,, un tableau représentant la « pêche miraculeuse » daté de 1852, inscrit en 1879 et une maquette d'une frégate de 50 canons en ex-voto, daté de 1802, classée en 1985.

## Galerie

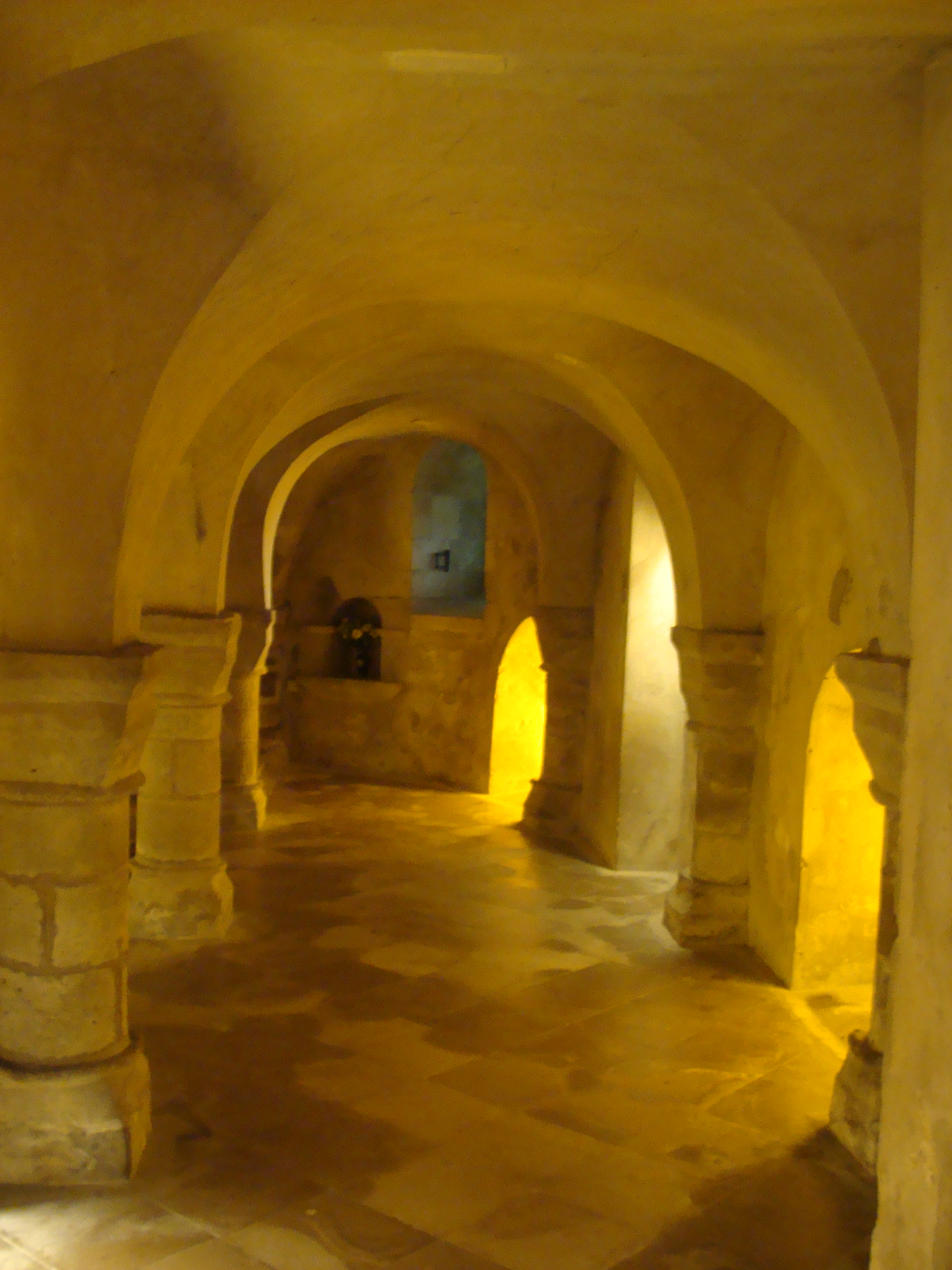
La crypte
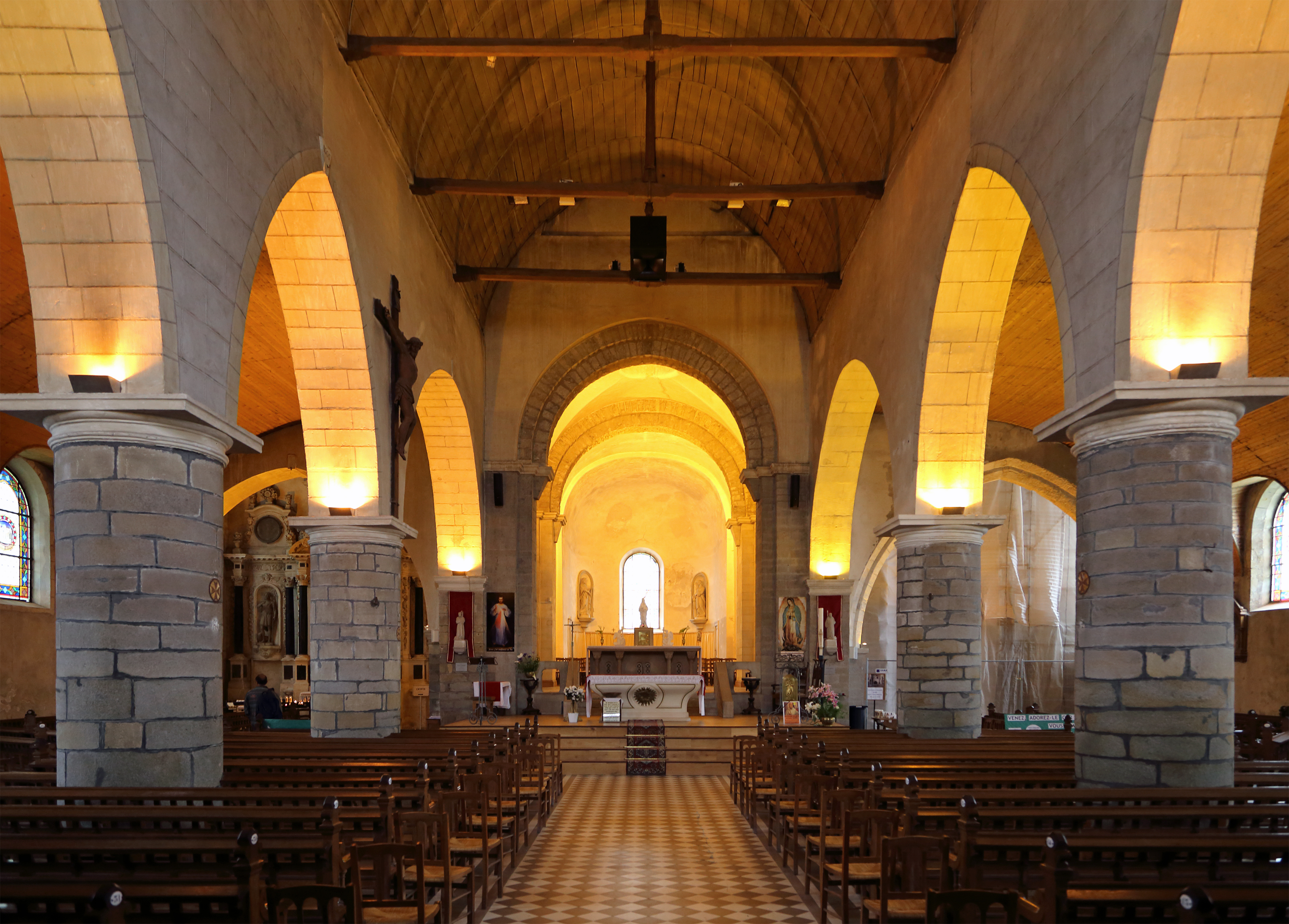
Intérieur
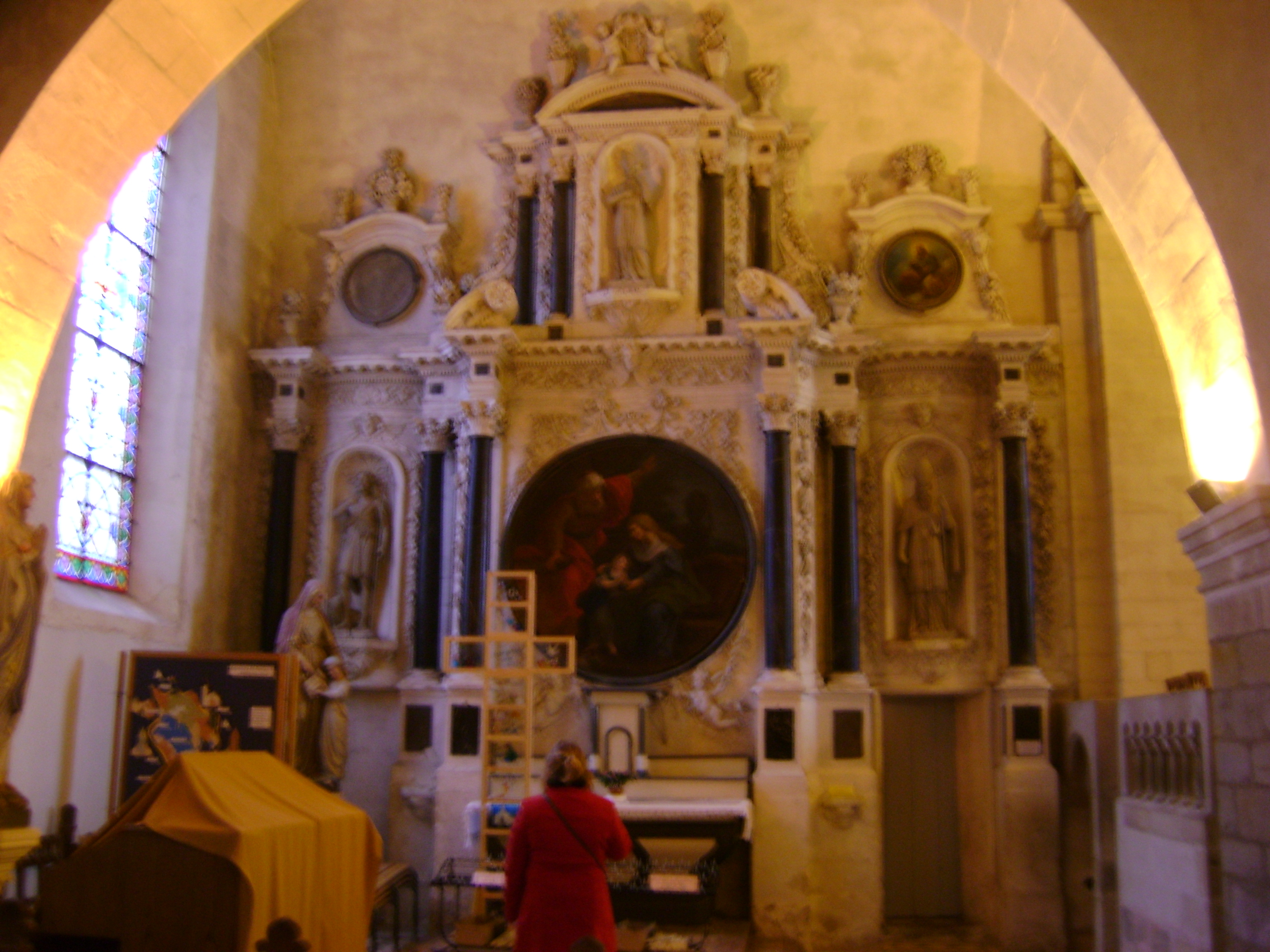
Retable